# Armand Steurssquare

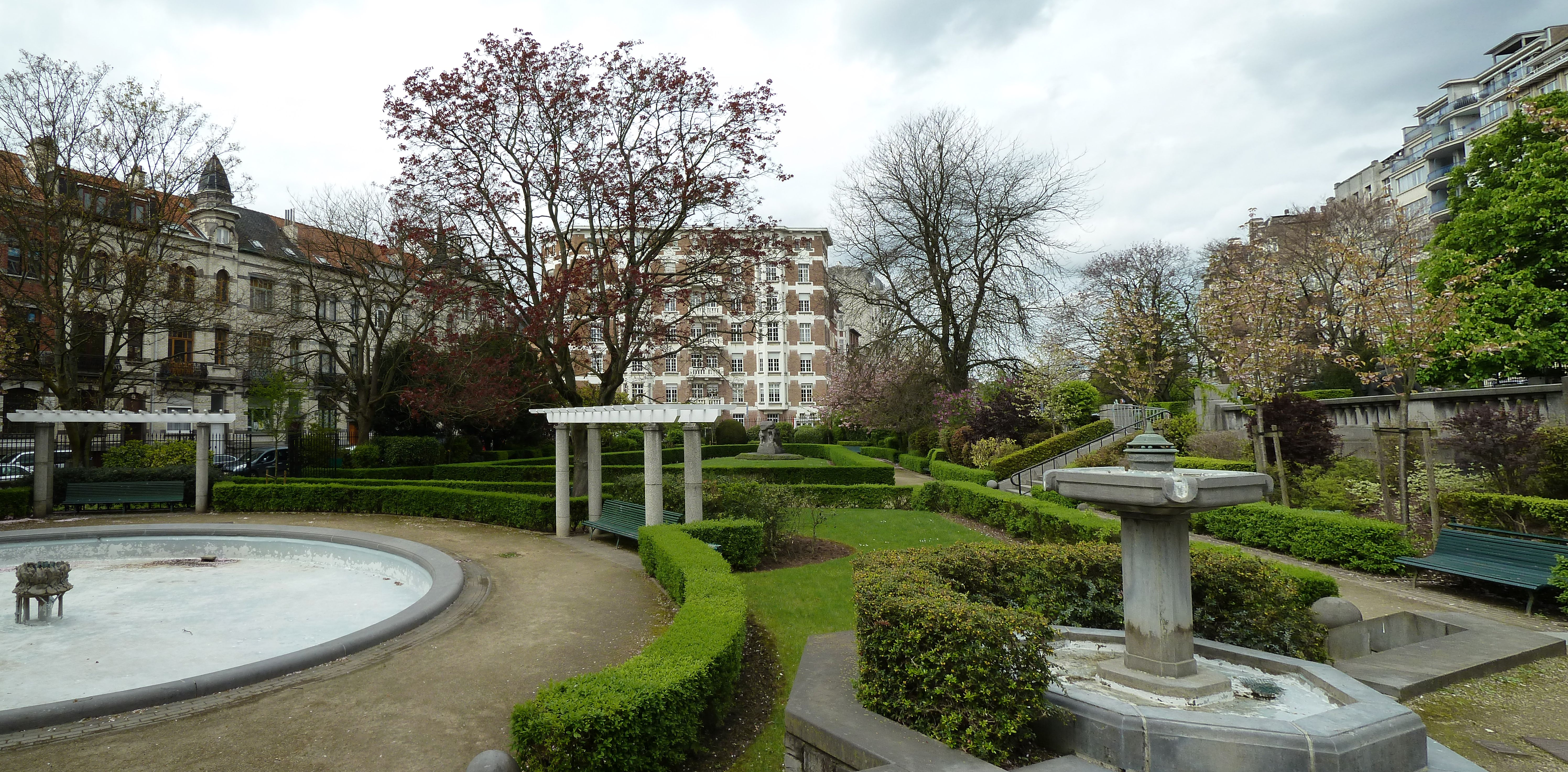
Armand Steurssquare

De Armand Steurssquare (Frans: Square Armand Steurs) is een plantsoen in de Belgische gemeente Sint-Joost-ten-Node.
Het plein is een eerbetoon aan de voormalige burgemeester van Sint-Joost-ten-Node Armand Steurs omdat hij zich had ingezet voor de watervoorziening van een aantal Brusselse gemeenten. 
Het plantsoen werd ontworpen door architect Eugène Dhuicque volgens een asymmetrische ontwerp en werd op 3 juli 1932 feestelijk geopend. Typerend voor het interbellum is de integratie van het plantsoen in de rest van het stadsweefsel. De square werd gebouwd op het einde van de Paul Deschanellaan aan de overkapping van de spoorlijn Brussel-Luxemburg. De helling van deze overkapping en het terrein is duidelijk zichtbaar in het reliëf van de square. Op verschillende plaatsen in het plantsoen staan sculpturen van bekende kunstenaars, waaronder het monument De steenhouwers van Guillaume Charlier en de beeldengroep De bron van Juliaan Dillens die voor de halfcirkelvormige zuilengalerij staat. 
Hier werd ter gelegenheid van de viering van de honderdste verjaardag van de Belgische onafhankelijkheid een zogenaamde eeuwfeestboom geplant. De square is een beschermd monument sinds 1993.

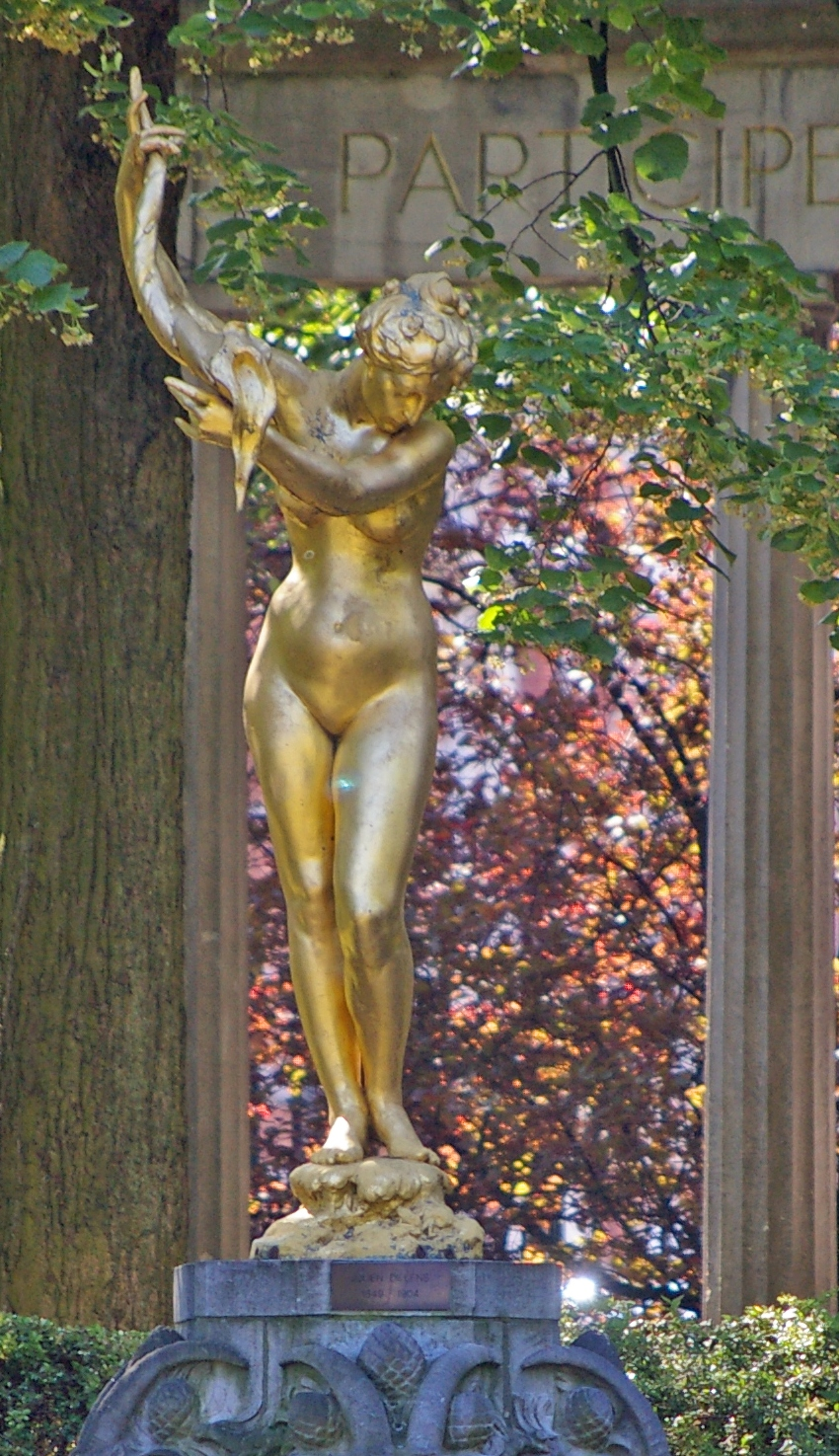
De bron van Juliaan Dillens
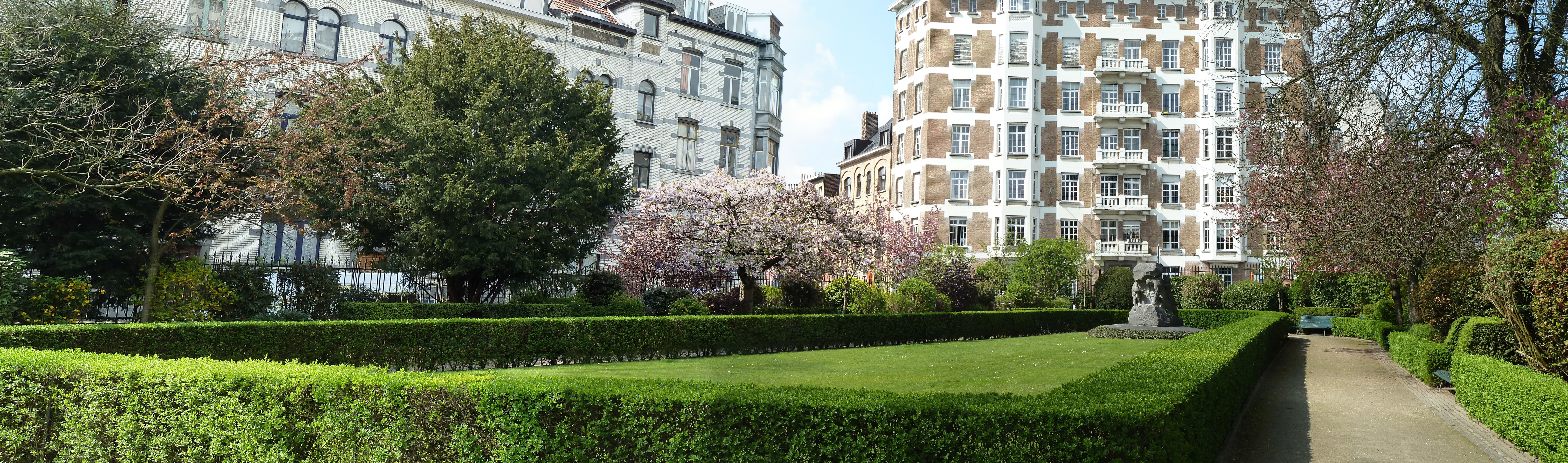
Plantsoen met monument De steenhouwers